# 2013 w literaturze
Wydarzenia literackie w 2013 roku.

## Wydarzenia

### Niemcy
- W dniach 14-17 marca odbyły się w Lipsku targi książki (Leipziger Buchmesse)
- W dniach 9-13 października odbyły się Targi Książki we Frankfurcie n. Menem (Frankfurter Buchmesse)

### Polska
- 15 stycznia w Teatrze Wielkim w Warszawie wręczono Paszporty „Polityki”. W dziedzinie literatury Paszport otrzymał Szczepan Twardoch za powieść Morfina
- W dniach 16-19 maja odbyły się na Stadionie Narodowym w Warszawie IV Warszawskie Targi Książki
- W dniach 7-9 czerwca w Krakowie odbywały się Krakowskie Spotkania Poetów
- W dniach 19-23 czerwca odbył się w Krakowie III Światowy Kongres Tłumaczy Literatury Polskiej, organizowany przez Instytut Książki.
- 7 września odbyło się Narodowe Czytanie dzieł Aleksandra Fredry.
- W dniach 20-22 września odbyły się Targi Książki w Katowicach
- W dniach 21-27 października odbył się w Krakowie Festiwal Conrada
- W dniach 24-27 października odbyły się 17. Targi Książki w Krakowie

### Ukraina
- W dniach 12-15 września odbyło się we Lwowie Forum Wydawców; Polska była w tym roku gościem honorowym

## Proza beletrystyczna i literatura faktu

### Język angielski
- Cecelia Ahern – Zakochać się (How to Fall In Love)
- Soman Chainani – Akademia Dobra i Zła (The School for Good and Evil, tom pierwszy)
- James S.A. Corey – Wrota Abbadona (Abaddon’s Gate)
- Mitch Albom – Pierwszy telefon z nieba (The First Phone Call from Heaven)
- Fannie Flagg – Babska stacja (The All-Girl Filling Station's Last Reunion)
- Graeme Simsion – Projekt „Rosie” (The Rosie Project)
- Donna Tartt – Szczygieł (The Goldfinch)

### Język polski

#### Pierwsze wydania
- Justyna Bargielska – Małe lisy (Wydawnictwo Czarne)[1]
- Wojciech Dutka – Czerń i purpura (Wydawnictwo Albatros)[2]
- Łukasz Henel
  - On: powieść grozy (Videograf)[3]
  - Szkarłatny blask (Zysk i S-ka)[4]
- Paweł Jakubowski – Kopuła (Wydawnictwo Forma)[5]
- Krzysztof Jaworski – Do szpiku kości (Biuro Literackie)[6]
- Anna Kańtoch – Tajemnica Diabelskiego Kręgu (Wydawnictwo Uroboros)[7]
- Ignacy Karpowicz – Ości (Wydawnictwo Literackie)[8]
- Wojciech Kuczok – Obscenariusz (W.A.B.)[9]
- Katarzyna Kwiatkowska – Abel i Kain (Wydawnictwo Novae Res)[10]
- Jakub Małecki – Odwrotniak (W.A.B.)[11]
- Wiesław Myśliwski – Ostatnie rozdanie (Znak)[12]
- Piotr Paziński – Ptasie ulice (Wydawnictwo Nisza)[13]
- Jerzy Pilch – Wiele demonów (Wydawnictwo Wielka Litera)[14]
- Marian Pilot – Osobnik (Wydawnictwo Literackie)[15]
- Marcin Rusnak – Opowieści niesamowite (nakładem autora)[16]
- Eustachy Rylski – Obok Julii (Wydawnictwo Wielka Litera)[17]
- Agnieszka Taborska
  - Niedokończone życie Phoebe Hicks (Fundacja Terytoria Książki)[18]
  - Nie tak jak w raju (Wydawnictwo Austeria)[19]
- Stefan Wroński – Dzidek (Prószyński i S-ka)[20]
- Iwona Żytkowiak – Kobiety z sąsiedztwa (Prószyński  i S-ka)[21]

#### Antologie
- Szortal Fiction, 165 krótkich i bardzo krótkich opowiadań fantastycznych 66 autorów, zarówno debiutantów, jak i mających za sobą publikacje książkowe, w tym Michał Cetnarowski, Romuald Pawlak, Jewgienij Olejniczak i Rafał W. Orkan (Wydawnictwo Solaris)

#### Tłumaczenia
- Majgull Axelsson – Pępowina (Moderspassion), przeł. Katarzyna Tubylewicz (W.A.B.)[22]
- Roberto Bolaño – Rozmowy telefoniczne (Llamadas telefónicas), przeł. Tomasz Pindel (Muza S.A.)[23]
- Jan Guillou – Bracia z Vestland (Brobyggarna), przeł. Anna Krochmal, Robert Kędzierski (Sonia Draga)[24]
- Ołeksandr Irwaneć – Choroba Libenkrafta : morbus dormatorius adversus : ponura powieść, przeł. Natalia Bryżko, Natalia Zapór (Biuro Literackie)[25]
- Richard Lourie – Wstręt do tulipanów (A hatred for tulips), przeł. Mieczysław Godyń (Znak)[26]
- Cormac McCarthy – Sodoma i Gomora (Cities of the plain), przeł. Maciej Świerkocki (Wydawnictwo Literackie)[27]
- Pavol Rankov – Zdarzyło się pierwszego września (albo kiedy indziej) (Stalo sa prvého septembra [alebo inokedy]), przeł. Tomasz Grabiński (Książkowe Klimaty)[28]
- Paul Russell – Zmyślone życie Siergieja Nabokova (The Unreal Life Sergey Nabokov), przeł. Jędrzej Polak (Muza S.A.)[29]
- Jáchym Topol – Warsztat diabła (Chladnou zemi), przeł. Leszek Engelking (W.A.B.)[30]
- Wital Woranau – Wielkie Księstwo Białoruś, przeł. Monika Uranek (Zeszyty Poetyckie)[31]
- Eva Weaver – Lalki z getta (The puppet boy of Warsaw), przeł. Magda Witkowska (Prószyński Media)[32]

### Pozostałe języki
- Nino Haratischwili – Mój łagodny bliźniak (Mein sanfter Zwiling), przeł. Małgorzata Bochwic-Ivanovska (wydawnictwo Muza)
- Mario Vargas Llosa – Dyskretny bohater (El héroe discreto)
- Martin Walser – Inscenizacja (Die Inszenierung)

## Wywiady

### Język polski
- Maria Janion, Kazimiera Szczuka – Transe, traumy, transgresje, t. 1: Niedobre dziecię (Wydawnictwo Krytyki Politycznej)

## Dzienniki, autobiografie, pamiętniki

### Język polski

#### Pierwsze wydania
- Witold Gombrowicz – Kronos (Wydawnictwo Literackie)
- Sławomir Mrożek – Dziennik, t. III (Wydawnictwo Literackie)
- Jerzy Pilch – Drugi dziennik (Wydawnictwo Literackie)

#### Tłumaczenia
- Rainer Maria Rilke – Dziennik schmargendorfski (Schmargendorfer Tagebuch), przeł. Tomasz Ososiński (Sic!)

## Eseje, szkice i felietony

### Język polski
- Piotr Matywiecki – Myśli do słów. Szkice o poezji (Biuro Literackie)
- Jarosław Marek Rymkiewicz, Reytan. Upadek Polski (Sic!)

## Dramaty

### Język polski
- Tadeusz Słobodzianek – Młody Stalin

## Poezja

### Język polski

#### Pierwsze wydania
- Wojciech Bonowicz – Echa (Biuro Literackie)[33]
- Przemysław Dakowicz – Teoria wiersza polskiego (Towarzystwo Przyjaciół Sopotu)[34]
- Janusz Drzewucki – Dwanaście dni (Iskry)[35]
- Leszek Engelking – Komu kibicują umarli? (Wydawnictwo WBPiCAK)[36]
- Mariusz Grzebalski – W innych okolicznościach (Wydawnictwo EMG)[37]
- Julia Hartwig – Zapisane (a5)[38]
- Ryszard Krynicki – Przekreślony początek (Biuro Literackie)[39]
- Maciej Krzyżan
  - In tempus praesens (Zeszyty Poetyckie)
  - Rekolekcje, czyli Zapiski z trzeciego piętra (Towarzystwo Przyjaciół Sopotu)[40]
- Ewa Lipska – Miłość, droga pani Schubert... (a5)[41]
- Krystyna Myszkiewicz – głębiel (Zeszyty Poetyckie)[42]
- Łukasz Nicpan – Do czytającej list (Veda)[43]
- Adrian Szary – Heureza (Zeszyty Poetyckie)
- Adriana Szymańska – Góra Karmel („Łośgraf”)
- Marcin Świetlicki – Jeden (EMG)
- Konrad Wojtyła – Czarny wodewil (Wydawnictwo WBPiCAK)
- Katarzyna Ewa Zdanowicz – ciemność resort spa (Wydawnictwo WBPiCAK)

#### Tłumaczenia
- Wystan Hugh Auden – W podziękowaniu za siedlisko, przeł. Dariusz Sośnicki (Biuro Literackie)
- Gerardo Beltrán – A la velocidad de la luz / Z prędkością światła, przeł. Leszek Engelking i Alina Kuzborska (edycja dwujęzyczna „Czuły Barbarzyńca”)
- Paul Celan – Psalm i inne wiersze, wybór, przekład i opracowanie Ryszard Krynicki, Fuga śmierci w przekładzie Stanisława Jerzego Leca (edycja dwujęzyczna, Wydawnictwo a5)
- Juan Gelman – Wiersze wybrane, wybór i słowo wstępne Xavier Farré, przeł. Carlos Marrodán Cassas, Marta Eloy Cichocka, Marcin Kurek, Marta Pawłowska (Wydawnictwo EMG)
- Jorie Graham(inne języki) – Wiersze wybrane 1980-2012, przeł. Ewa Chruściel i Miłosz Biedrzycki (Biuro Literackie)
- Katullus – Poezje wszystkie, przeł. Grzegorz Franczak, Aleksandra Klęczar (Tyniec Wydawnictwo Benedyktynów)
- Cesare Pavese – Przyjdzie śmierć i będzie miała twoje oczy. Wybór wierszy, przeł. Jarosław Mikołajewski (edycja dwujęzyczna, Włoski Instytut Kultury w Krakowie we współpracy z Wydawnictwem Austeria)
- Géza Szöcs – Poezje, przeł. Jerzy Snopek (Studio Emka)
- Giuseppe Ungaretti – Dzień po dniu. Wybór wierszy/Giorno per giorno. Poesie scelte, przeł. Jarosław Mikołajewski (edycja dwujęzyczna, Włoski Instytut Kultury w Krakowie we współpracy z Wydawnictwem Austeria)

#### Antologie dzieł tłumaczonych
- Jerzy Czech – Wdrapałem się na piedestał. Nowa poezja rosyjska (Wydawnictwo Czarne)
- Portret kobiecy w odwróconej perspektywie. 12 poetek z Czech, Słowenii i Ukrainy. Wybór i przekład: Zofia Bałdyga, Agnieszka Będkowska-Kopczyk, Aneta Kamińska (Wydawnictwo FA-art)

### Pozostałe języki
- Dannie Abse – Mów, stara papugo (Speak, Old Parrot)
- Natalia Astafjewa – Sto wierszy (Сто стихотворений)
- Robert Bly – Kradnąc cukier z zamku. Wiersze wybrane i nowe 1950-2013 (Stealing Sugar from the Castle: Selected and New Poems, 1950 – 2013)
- Michel Houellebecq – Configuration du dernier rivage

#### Tłumaczenia
- Ewa Lipska – L'occhio incrinato del tempo (Miłość, droga pani Schubert...), przeł. Marina Ciccarini (Armando Editore)[44]

## Prace naukowe i biografie

### Język polski
- (red.) Przemysław Czapliński, Renata Makarska, Marta Tomczok – Poetyka migracji : doświadczenie granic w literaturze polskiej przełomu XX i XXI wieku (Wydawnictwo Uniwersytetu Śląskiego)[45]
- Aleksandra Dębska-Kossakowska, Beata Gontarz, Monika Wiszniowska – Literackie reprezentacje historii (Wydawnictwo Uniwersytetu Śląskiego)[46]
- Dariusz Jemielniak – Życie wirtualnych dzikich (Common Knowledge?: An Ethnography of Wikipedia, tłum. Wojciech Pędzich; Poltext)[47]
- (red.) Mariusz Jochemczyk, Miłosz Piotrowiak – Urzeczenie : locje literatury i wyobraźni (Wydawnictwo Uniwersytetu Śląskiego)[48]
- Zofia Król – Powrót do świata. Dzieje uwagi w filozofii i literaturze XX wieku (Instytut Badań Literackich PAN i Stowarzyszenie Pro Cultura Literaria)
- Zofia Mitosek – Co z tą ironią? (słowo/obraz terytoria)
- Joanna Orska – Republika poetów (EMG)
- Aneta Piech-Klikowicz – „Patrzymy sobie w oczy...” O twórczości Ewy Lipskiej (Universitas)

### Pozostałe języki
- Richard Burton – A Strong Song Tows Us: The Life of Basil Bunting
- (red.) Ivo Říha – Otevřený rány. Vybrané studie o díle Jáchyma Topola

## Zmarli
- 2 stycznia – Teresa Torańska, polska dziennikarka i pisarka, reportażystka (ur. 1944)
- 5 stycznia – Andrzej Żurowski, polski teatrolog, krytyk i eseista (ur. 1944)
- 7 stycznia – Maruša Krese, słoweńska poetka i prozatorka (ur. 1947)
- 11 stycznia – Abramo Barosso, włoski autor komiksów (ur. 1931)
- 12 stycznia – Jean Krier, luksemburski pisarz (ur. 1949)
- 14 stycznia – Zygmunt Dmochowski, polski poeta (ur. 1931)
- 15 stycznia – Maria Cedro-Biskupowa, polska poetka ludowa, pisarka (ur. 1912)
- 17 stycznia
  - Jakob Arjouni, niemiecki pisarz (ur. 1964)
  - Iwan Szewcow, rosyjski i radziecki pisarz (ur. 1920)
- 24 stycznia – Richard G. Stern, amerykański pisarz (ur. 1928)
- 29 stycznia – Anselm Hollo, fiński poeta i tłumacz (ur. 1934)
- 31 stycznia – Rubén Bonifaz Nuño, meksykański poeta i eseista (ur. 1923)
- 16 lutego – Krzysztof Wójcicki, polski prozaik, dramaturg, eseista (ur. 1955)
- 17 lutego – Sokrat Janowicz, zamieszkały w Polsce białoruski pisarz piszący po białorusku i po polsku (ur. 1936)
- 18 lutego – Otfried Preussler, niemiecki pisarz, autor literatury dziecięcej (ur. 1923)
- 27 lutego – Imants Ziedonis, łotewski poeta (ur. 1933)
- 11 marca – Borys Wasiliew, rosyjski pisarz (ur. 1924)
- 12 marca – Marek Skwarnicki, polski poeta, publicysta, prozaik, felietonista, tłumacz (ur. 1930)
- 17 marca – Jerzy Leszin-Koperski, polski poeta i działacz kulturalny (ur. 1935)
- 21 marca – Chinua Achebe, nigeryjski pisarz (ur. 1930)
- 25 marca – Folke Isaksson, szwedzki pisarz (ur. 1927)
- 2 kwietnia – Bohdan Drozdowski, polski prozaik, poeta, publicysta, tłumacz (ur. 1931)
- 3 kwietnia – Ruth Prawer Jhabvala, indyjsko-angielska pisarka (ur. 1927)
- 5 kwietnia – Marcelijus Martinaitis, litewski poeta (ur. 1936)
- 14 kwietnia – Anatol Ulman, polski pisarz (ur. 1931)
- 24 kwietnia – Lech Paszkowski, polski pisarz i publicysta (ur. 1919)
- 1 maja – Antonín Brousek, czeski poeta i tłumacz (ur. 1941)
- 9 maja – Cezary Chlebowski, polski pisarz (ur. 1928)
- 26 maja – Jack Vance, amerykański pisarz fantastyki (ur. 1916)
- 5 czerwca – Paul Barz, niemiecki pisarz (ur. 1943)
- 6 czerwca – Tom Sharpe, angielski prozaik (ur. 1928)
- 9 czerwca
  - Zdeněk Rotrekl, czeski poeta i prozaik (ur. 1920)
  - Iain Banks, szkocki prozaik (ur. 1954)
- 14 czerwca – Anna Kołakowska, polska ilustratorka literatury dziecięcej (ur. 1924)
- 16 czerwca – Maurice Nadeau, francuski pisarz, krytyk literacki i literaturoznawca, historyk surrealizmu (ur. 1911)
- 19 czerwca
  - Vince Flynn, amerykański pisarz thrillerów (ur. 1966)
  - Maciej Malicki, polski prozaik i poeta (ur. 1945)
  - Filip Topol, czeski kompozytor, muzyk i pisarz (ur. 1965)
- 20 sierpnia – Elmore Leonard, amerykański powieściopisarz i scenarzysta (ur. 1925)
- 23 czerwca – Richard Matheson, amerykański pisarz i scenarzysta (ur. 1926)
- 28 czerwca – F.D. Reeve(inne języki), amerykański pisarz, poeta i tłumacz języka rosyjskiego (ur. 1928)
- 15 sierpnia – Sławomir Mrożek, polski dramaturg i prozaik (ur. 1930)
- 17 sierpnia – Jan Ekström, szwedzki pisarz (ur. 1923)
- 19 sierpnia – Mirko Kovač, chorwacki powieściopisarz, nowelista, eseista i scenarzysta (ur. 1938)
- 30 sierpnia – Seamus Heaney, irlandzki poeta, laureat Nagrody Nobla (ur. 1939)
- 2 września – Frederik Pohl, amerykański pisarz i redaktor science fiction (ur. 1919)
- 6 września  – Ann C. Crispin, amerykańska pisarka science fiction (ur. 1950)
- 18 września – Marcel Reich-Ranicki, niemiecki krytyk literacki (ur. 1920)
- 19 września – Robert Barnard, angielski pisarz i literaturoznawca (ur. 1936)
- 22 września
  - Gary Brandner, amerykański scenarzysta, dramaturg i prozaik (ur. 1930)
  - Álvaro Mutis, kolumbijski poeta i powieściopisarz (ur. 1923)
- 28 września – Carlo Castellaneta(inne języki), włoski pisarz i dziennikarz (ur. 1930)
- 1 października
  - Tom Clancy, amerykański prozaik, autor powieści sensacyjnych (ur. 1947)
  - Stanisław Milewski, polski pisarz (ur. 1931)
- 6 października – Marcin Łyskanowski, polski lekarz i prozaik (ur. 1930)
- 7 października – Joanna Chmielewska, polska prozatorka, autorka powieści kryminalnych, sensacyjnych i książek dla dzieci i młodzieży (ur. 1932)
- 9 października – Edmund Niziurski, polski prozaik, autor książek dla młodzieży (ur. 1925)
- 12 października
  - Oscar Hijuelos, amerykański pisarz pochodzenia kubańskiego (ur. 1951)
  - Ulf Linde, szwedzki pisarz (ur. 1929)
- 18 października – Natalia Piekarska-Poneta, polska poetka (ur. 1937)
- 30 października – Michael Palmer, amerykański pisarz thrillerów (ur. 1942)
- 31 października – Henryk Markiewicz, polski teoretyk i historyk literatury (ur. 1922)
- 15 listopada – Barbara Park, amerykańska autorka książek dla dzieci (ur. 1947)
- 16 listopada – Zbyněk Hejda, czeski poeta i tłumacz (ur. 1930)
- 17 listopada – Doris Lessing, brytyjska pisarka, laureatka Nagrody Nobla (ur. 1919)
- 19 listopada – Charlotte Zolotow, amerykańska pisarka, poetka i wydawca książek dla dzieci (ur. 1915)
- 29 listopada – Natalja Gorbaniewska, rosyjska poetka i tłumaczka (ur. 1936)
- 30 listopada – Ryszard Danecki, polski poeta i prozaik (ur. 1931)
- 5 grudnia – Colin Wilson, brytyjski pisarz i filozof (ur. 1931)
- 9 grudnia – Hristu Cândroveanu, rumuński pisarz, poeta, krytyk literacki (ur. 1928)
- 12 grudnia – Czabua Amiredżibi, gruziński prozaik (ur. 1921)
- 13 grudnia – Jan Sztern, polski poeta (ur. 1922)
- 18 grudnia – Paul Torday, brytyjski pisarz (ur. 1946)
- 19 grudnia – Ned Vizzini, amerykański autor powieści dla młodzieży (ur. 1981)

## Nagrody
- Nagroda Nobla – Alice Munro
- Nagroda Nike – Joanna Bator za powieść Ciemno, prawie noc
- Nagroda Fundacji im. Kościelskich – Krystyna Dąbrowska
- Nagroda im. Wisławy Szymborskiej – ex aequo Krystyna Dąbrowska i Łukasz Jarosz
- Nagroda Literacka im. Józefa Mackiewicza – Wacław Holewiński za Opowiem ci o wolności
- Międzynarodowa Nagroda Literacka im. Zbigniewa Herberta – William Stanley Merwin
- Nagroda im. Cypriana Kamila Norwida (kategoria „Dzieło życia”) – Julia Hartwig
- Nagroda im. Cypriana Kamila Norwida (kategoria literatura) – Jerzy Górzański za tom wierszy Festyn
- Nagroda Literacka Stowarzyszenia Pisarzy Polskich za Granicą – Andrzej Busza
- Nagroda Transatlantyk – Karol Lesman, tłumacz literatury polskiej na niderlandzki
- Wrocławska Nagroda Poetycka „Silesius” (za całokształt twórczości) – Krystyna Miłobędzka
- Wrocławska Nagroda Poetycka „Silesius” (za książkę roku) – Marcin Baran za tom Niemal całkowita utrata płynności
- Wrocławska Nagroda Poetycka „Silesius” (za najlepszy debiut) – Ilona Witkowska za tom Splendida realta
- Nagroda Literacka m. st. Warszawy w kategorii Warszawski Twórca – Joanna Kulmowa
- Nagroda Literacka m. st. Warszawy w kategorii Poezja – Krzysztof Karasek za tom Dziennik rozbitka
- Nagroda Literacka m. st. Warszawy w kategorii Proza – Kazimierz Orłoś za książkę Dom pod Lutnią
- Nagroda Literacka Gdynia (poezja) – Andrzej Sosnowski za tom Sylwetki i cienie
- Nagroda Literacka Gdynia (proza) – Zyta Oryszyn za powieść Ocalenie Atlantydy
- Nagroda Literacka Gdynia (esej) – Adam Lipszyc za Sprawiedliwość na końcu języka. Czytanie Waltera Benjamina
- Nagroda Literacka Gdynia (nagroda osobna) – Jacek Łukasiewicz za książkę TR
- Nagroda Literacka dla Autorki Gryfia – Zyta Oryszyn za powieść Ocalenie Atlantydy
- Orfeusz – Nagroda Poetycka im. K.I. Gałczyńskiego – Jan Polkowski za tom Glosy
- Orfeusz Mazurski – Kazimierz Brakoniecki za tom Chiazma
- Nagroda im. Beaty Pawlak – Wojciech Górecki za książkę Abchazja
- Nagroda Literacka im. Juliana Tuwima – Magdalena Tulli
- Nagroda Literacka Europy Środkowej „Angelus” – Oksana Zabużko za książkę Muzeum porzuconych sekretów
- Angelus – nagroda translatorska – Katarzyna Kotyńska za przekład książki Oksany Zabużko Muzeum porzuconych sekretów
- International IMPAC Dublin Literary Award – Kevin Barry za City of Bohane
- Nagroda Goncourtów – Pierre Lemaitre za Au revoir la-haut
- Prix Femina – Léonora Miano za La Saison de l’ombre
- Nagroda Renaudot – Yann Moix za Naissance
- Prix des Deux Magots – Pauline Dreyfus za Immortel, enfin
- Nagroda T.S. Eliota – Ciaran Carson  za Pierwszy język. Wiersze (First Language: Poems)
- Bollingen Prize for Poetry – Charles Wright
- Nagroda Vilenica – Olga Tokarczuk
- Nagroda Franza Kafki – Amos Oz
- Nagroda literacka Zhongkun – Adam Zagajewski
- Nagroda Bookera – Eleanor Catton za The Luminaries
- Rosyjska Nagroda Bookera – Andriej Wołos za Wozwraszczenije w Pandżrud
- Nagroda im. Dominika Tatarki – Oleg Pastier za książkę Za ozvenou tichých hlasov II (Päť scenárov, päť koláží)
- Premio Planeta – Clara Sánchez za El cielo ha vuelto
- Premio Nacional de Poesía – Manuel Álvarez Torneiro za Os ángulos da brasa
- Premio Nadal – Sergio Vila-Sanjuán za Estaba en el aire
- Nagroda im. Georga Büchnera – Sybille Lewitscharoff
- Nagroda Camõesa – Mia Couto
- Nagroda Cervantesa – Elena Poniatowska